# Tretja dimenzija (album)
Tretja dimenzija je tretji album slovenske rock skupine Big Foot Mama. Skupina je material za ploščo posnela v Studiu Melopoja, poleg 'hišnega' producenta Žareta Paka pa je pri nastajanju albuma sodeloval Zed, ki je izdatno pomagal s svojimi izkušnjami iz angleških in belgijskih studiev. Končno podobo je album dobil v Belgiji, Studio Louis je tačas veljal za enega boljših v Evropi. Album je izšel aprila 1999 pri založbi Kif Kif Records.

## Seznam skladb
1. »Dolg' nazaj« – 3:34
2. »Led s severa« – 4:56
3. »Mojca, Mojca« – 3:58
4. »Tisoč začetkov« – 3:20
5. »Nov dan« – 3:57
6. »Amazonija« – 2:47
7. »Verjame v kosti« – 3:38
8. »Zadnji poraz« – 3:40
9. »Mene ne more« – 3:32
10. »Prozorne sledi« – 4:43

## Zasluge
- Aranžmaji: Big Foot Mama s pomočjo Zeda in Žareta
- Produkcija: Zed & Žarko Pak
- Posneto v studiu Melopoja, Pameče pri Slovenj Gradcu in studiu Metro, Ljubljana
- Mešano v Louis Studio, Belgija in studiu Metro
- Snemala: Zed (1, 3-10) in Žarko Pak (2-3)
- Mešala: Zed (1-8, 10) in Žarko Pak (9)
- Asistent v Melopoji: Boštjan Podlesnik
- Asistenta v Louis Studiu: Bart Keteleare in Johan Buyle